# Wehrkreis XVII
Het Wehrkreis XVII (Wien)  (vrije vertaling: 17e militaire district (Wenen)) was een territoriaal militaire bestuurlijke eenheid tijdens 
het nationaalsocialistische Duitse Rijk. Het bestond vanaf 1938 tot 1945.
Het Wehrkreis XVII was verantwoordelijk voor de militaire veiligheid van het Neder-Oostenrijk, Opper-Oostenrijk, en delen van Burgenland. Het voorzag ook in de bevoorrading en training van delen van het leger van de Heer in het gebied.
Het gebied van het Wehrkreis XVII was 38.934 vierkante kilometer, met een bevolking van 4.604.000 in 1944. Het hoofdkwartier van het Wehrkreis XVII  was gevestigd in Wenen.
Het Wehrkreis XVII  had twee Wehrersatzbezirke (vrije vertaling: twee reserve militaire districten) Wenen en Linz.

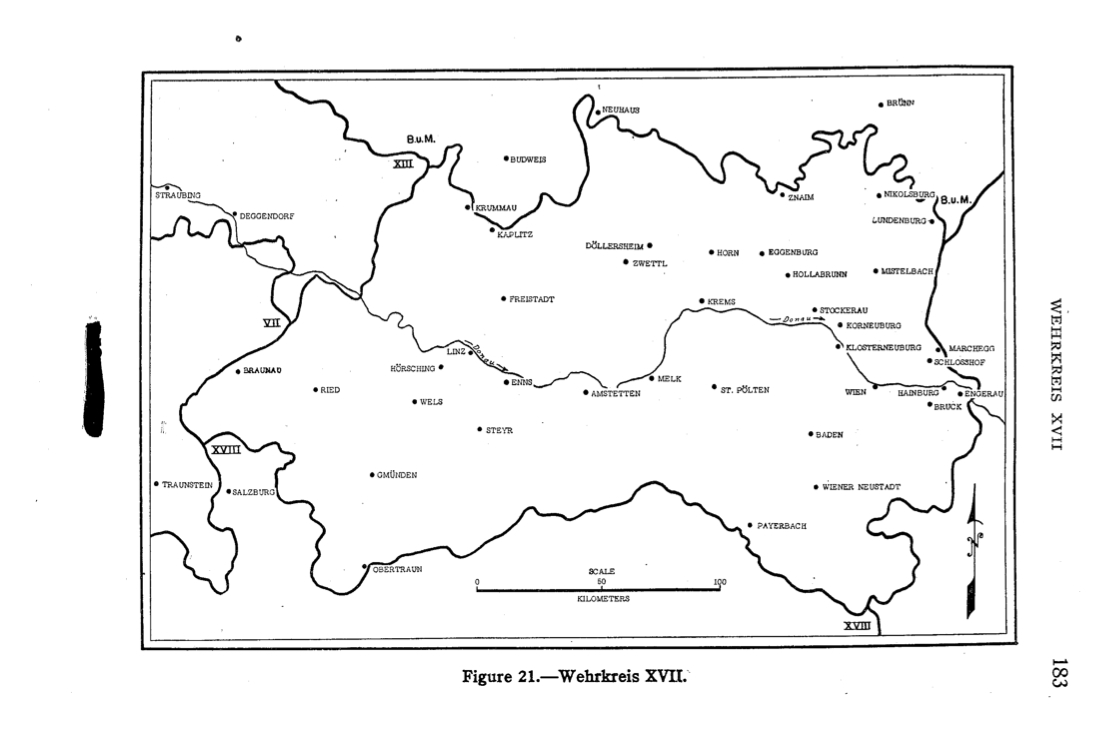
Kaart van het Wehrkreis XVII in 1944.

## Bevelhebbers[3]
| Rang                      | Naam                  | Begin                               | Eind                                | Opmerking                                                           |
| ------------------------- | --------------------- | ----------------------------------- | ----------------------------------- | ------------------------------------------------------------------- |
| General der Infanterie    | Werner Kienitz        | 1 april 1938                        | 25 augustus 1939 - 26 augustus 1939 |                                                                     |
| General der Flieger       | Otto von Stülpnagel   | 26 augustus 1939 - 1 september 1939 | 24 oktober 1939                     |                                                                     |
| General der Artillerie    | Alfred Streccius      | 25 oktober 1940 - 26 oktober 1940   | 21 augustus 1943 - 31 augustus 1943 |                                                                     |
| General der Infanterie    | Albrecht Schubert     | 1 september 1943                    | Zomer 1944                          |                                                                     |
| General der Panzertruppen | Hans-Karl von Esebeck | Zomer 1944                          | 20 juli 1944                        | (m.d.st.F.b.)                                                       |
| General der Infanterie    | Albrecht Schubert     | 21 augustus 1943 - 20 juli 1944     | April 1945                          | Het Wehrkreis werd in april 1945 door het Russisch leger overlopen. |

## Stafchef van het Wehrkreis
| Rang           | Naam           | Begin                               | Eind         | Opmerking                                   |
| -------------- | -------------- | ----------------------------------- | ------------ | ------------------------------------------- |
| Oberstleutnant | Heinrich Kodré | 28 februari 1943 - 26 februari 1943 | 20 juli 1944 | Deelnemer aan het Complot van 20 juli 1944. |

## Politieautoriteiten en SD-diensten
Höherer SS- und Polizeiführer (HSSPF):
- Rudolf Querner (30 januari 1943 - 20 februari 1944[14])
- Rudolf Querner (20 februari 1944 - 5 oktober 1944[15])
- Walter Schimana (5 oktober 1944 - 8 mei 1945[16])

Inspekteur der Ordnungspolizei (IdO):
- Franz Walter Stahlecker[17] (20 mei 1938 - 1 juni 1939[18])
- Otto Rasch (1 juni 1939 - 20 september 1939[19])
- Herbert Becker[20]
- Karl Brenner (6 februari 1942 - 1 juli 1942[21])
- Karl Retzlaff (29 november 1939 - 1 september 1943[20]) (m.d.W.d.G.b.)[20]
- Kurt Bader (1 augustus 1943 - 1 oktober 1944[22])
- Kurt Bader (1 oktober 1944 - april 1945[22])

Befehlshaber der Ordnungspolizei (BdO):
- Karl Brenner (7 maart 1943 - 30 september 1943[21])
- Otto Schumann (1 maart 1944 - 1 oktober 1944[23]) (m.d.st.F.b.)[23]

## Höhere Kommandeur der Kriegsgefangenen
- SS-Obergruppenführer en Generaal in de Waffen-SS en de politie Rudolf Querner (1 oktober 1944 - 5 oktober 1944[24])
- SS-Gruppenführer en Generalleutnant in de Waffen-SS en de politie Walter Schimana (5 oktober 1944 - 8 mei 1945[16])

## Afkortingen
- mit der Wahrnehmung der Geschäfte beauftragt (m.d.W.d.G.b.) - vrije vertaling: met de waarneming van de functie belast
- mit der stellvertretende Führung beauftragt (m.d.st.F.b.) - vrije vertaling: met het plaatsvervangend leiderschap belast